# Logiste d'Athènes
Les logistes sont des magistrats financiers de la démocratie athénienne. Au nombre de 10, ils sont désignés par tirage au sort parmi les membres de la Boulè.
Ils ont plusieurs rôles dont celui de vérifier les comptes et la gestion des autres magistratures. Ce sont également eux qui transmettent les plaintes aux tribunaux compétents lors de la reddition des comptes ou euthynai.